# Idris (djur)
Idris är ett släkte av steklar som beskrevs av Förster 1856. Enligt Catalogue of Life ingår Idris i familjen Scelionidae, men enligt Dyntaxa är tillhörigheten istället familjen gallmyggesteklar.

## Dottertaxa tillIdris, i alfabetisk ordning[1][2]
- Idris affinis
- Idris agraensis
- Idris alticola
- Idris alticollis
- Idris amplus
- Idris angustipennis
- Idris annexia
- Idris appangalus
- Idris arachnevora
- Idris ater
- Idris aureonitens
- Idris aureus
- Idris benoiti
- Idris bicolor
- Idris bidentatus
- Idris brachystigmatis
- Idris brevifunicularis
- Idris brevis
- Idris brunneus
- Idris carbo
- Idris castaneus
- Idris chotanagpurensis
- Idris chrysion
- Idris citrinus
- Idris cleon
- Idris clypealis
- Idris coloris
- Idris coorgensis
- Idris costatus
- Idris coxalis
- Idris cteatus
- Idris cubensis
- Idris denkis
- Idris densis
- Idris dentatus
- Idris desertorum
- Idris destructor
- Idris diversus
- Idris dubarensis
- Idris dugandani
- Idris dunensis
- Idris emertonii
- Idris exilis
- Idris fasciatipennis
- Idris fascipennis
- Idris fecundulus
- Idris filiformis
- Idris flaviceps
- Idris flavicornis
- Idris flavipes
- Idris flavoclavatus
- Idris flavoris
- Idris floridensis
- Idris fulgens
- Idris glabratus
- Idris glorior
- Idris glorius
- Idris gordius
- Idris gracilis
- Idris helpidis
- Idris howardi
- Idris hunnaheus
- Idris hunnus
- Idris ibericus
- Idris ilonkae
- Idris imitans
- Idris ixeutici
- Idris javensis
- Idris keethami
- Idris khandalus
- Idris krygeri
- Idris kuruanus
- Idris lacunatus
- Idris lades
- Idris lakshmani
- Idris lamelliscutellaris
- Idris latus
- Idris laudator
- Idris leedsi
- Idris lentor
- Idris leuculus
- Idris limbus
- Idris linapteris
- Idris lucidiceps
- Idris lucidus
- Idris luteipes
- Idris maculosus
- Idris magnus
- Idris malabaricus
- Idris maurus
- Idris melleus
- Idris meridionalis
- Idris minutus
- Idris mirabilis
- Idris munnarensis
- Idris mysorensis
- Idris nautalis
- Idris niger
- Idris nigricans
- Idris nigriceps
- Idris nigroclavatus
- Idris obfuscatus
- Idris obscurans
- Idris ochraceus
- Idris onychion
- Idris oobius
- Idris ornatus
- Idris ovalis
- Idris ovi
- Idris peregrinus
- Idris petiolaris
- Idris piceiventris
- Idris priesneri
- Idris psammon
- Idris pulcher
- Idris pulvinus
- Idris purus
- Idris rufescens
- Idris rufus
- Idris saitidis
- Idris sanctijohani
- Idris sayadreus
- Idris scutellaris
- Idris semicastaneus
- Idris semiflavus
- Idris seminitidus
- Idris sexarticulatus
- Idris silvensis
- Idris sordidus
- Idris spadix
- Idris spartinae
- Idris speciossissimus
- Idris splendidus
- Idris stigmaticus
- Idris striaegenalis
- Idris striativentris
- Idris subapterus
- Idris subfuscus
- Idris sucidus
- Idris tenerum
- Idris theridii
- Idris timorensis
- Idris triangularis
- Idris trispinosus
- Idris triticola
- Idris unicolor
- Idris unifasciatipennis
- Idris velakkadaiensis
- Idris velox
- Idris vitreus
- Idris zonatus